# IC 4547
IC 4547 ist eine Elliptische Galaxie vom Hubble-Typ E/S0 im Sternbild Corona Borealis am Nordsternhimmel. Sie ist schätzungsweise 466 Millionen Lichtjahre von der Milchstraße entfernt und hat einen Durchmesser von etwa 95.000 Lj.

Im selben Himmelsareal befinden sich u. a. die Galaxien IC 4546 und IC 4548.
Das Objekt wurde am 22. Juli 1895 von Stéphane Javelle entdeckt.